# Montilier
Ne doit pas être confondu avec Montilliez.
Pour l’article ayant un titre homophone, voir Montillier.
Montilier (Muntelier en allemand, Montilyi  en patois fribourgeois) est une localité et une commune suisse du canton de Fribourg, située dans le district du Lac.

## Géographie
Selon l'Office fédéral de la statistique, Montilier mesure 113 ha. 36,3 % de cette superficie correspond à des surfaces d'habitat ou d'infrastructure, 26,5 % à des surfaces agricoles, 33,6 % à des surfaces boisées et 3,5 % à des surfaces improductives.
Montilier est limitrophe de Galmiz et Morat.

## Démographie
Selon l'Office fédéral de la statistique, Montilier possède 956 habitants en 2022. Sa densité de population atteint 846 hab./km2.
Le graphique suivant résume l'évolution de la population de Montilier entre 1850 et 2008 :